# Colli Orientali del Friuli Tazzelenghe
Le Colli Orientali del Friuli Tazzelenghe est un vin rouge italien de la région Frioul-Vénétie Julienne doté d'une appellation DOC depuis le 20 juillet 1970. Seuls ont droit à la DOC les vins rouges récoltés à l'intérieur de l'aire de production définie par le décret. Les vignobles autorisés se situent au nord - est de la province d'Udine dans les communes de Tarcento, Nimis, Faedis, Povoletto, Attimis, Torreano, San Pietro al Natisone, Prepotto, Premariacco, Buttrio, Manzano, San Giovanni al Natisone et Corno di Rosazzo.
Le Colli Orientali del Friuli Tazzelenghe répond à un cahier des charges moins exigeant que le Colli Orientali del Friuli Tazzelenghe riserva, essentiellement en relation avec le vieillissement et le Colli Orientali del Friuli Tazzelenghe superiore.

## Caractéristiques organoleptiques
- couleur: rouge violacé intense tendant vers un rouge grenat après vieillissement.
- odeur: caractéristique, agréable
- saveur: sec, robuste, tannique, légèrement épicé

Le Colli Orientali del Friuli Tazzelenghe se déguste à une température comprise entre 14 et 16 °C. Il se gardera 3 - 4 ans.

## Production
Province, saison, volume en hectolitres :
- Udine (1996/97) 77,91